# Leonard Gates
Leonard Gates (* 26. November 1970 in San Antonio, Texas) ist ein US-amerikanischer Dartspieler und ehemaliger Baseballspieler.

## Karriere
Leonard Gates nimmt seit 2007 an internationalen Turnieren teil. 2011 gelang ihm sein erster Sieg bei der American Darts Organization (ADO), wo er später weitere zahlreiche Titel folgen ließ. Internationale Bekanntheit im E-Darts erlangte Gates, als er 2015 beim Dartslive Event in Frankreich im Finale Paul Lim besiegen konnte. Im Folgejahr gewann er die NDA Soft Tip Championship und 2017 konnte Gates weitere Erfolge auf der Dartslive Tour verbuchen. Als die World Series of Darts 2017 in Las Vegas gastierte und dort das US Darts Masters 2017 austrug, versuchte sich Gates in der Qualifikation, allerdings ohne Erfolg. Beim World Masters 2017 gab Gates dann sein Major-Debüt, wo er allerdings bereits in seinem ersten Spiel in der zweiten Runde ausschied. 2019 konnte er sich dann schließlich erstmals für das US Darts Masters qualifizieren, wo er gegen Rob Cross in der ersten Runde ausschied. Bei der parallel ausgetragenen North American Darts Championship erreichte er das Halbfinale, womit ihm jedoch eine Teilnahme an der PDC World Darts Championship 2020 verwehrt blieb. Es folgten zwei erfolglose Teilnahmen an der PDC Qualifying School in den Jahren 2020 und 2021. Im Oktober 2021 gewann Gates die Virginia Beach Classic und sicherte sich Anfang 2022, wie bereits 2019 und 2020, den Sieg bei den Camellia Classic. Aufgrund seiner Resultate nahm Gates an der WDF World Darts Championship 2022 als gesetzter Spieler teil. Dort unterlag er jedoch bereits in seinem ersten Spiel dem Engländer Steve Hine mit 0:3-Sätzen. Beim US Darts Masters 2022 in New York konnte Gates zum Auftakt Fallon Sherrock bezwingen, bevor er im Viertelfinale gegen Peter Wright verlor. Darüber hinaus gewann er die parallel ausgetragene North American Darts Championship und qualifizierte sich dadurch erstmals für die PDC World Darts Championship 2023. Er setzte sich dabei in Runde 1 gegen Geert Nentjes mit 3:1 durch. Unterlag dann aber gegen Stephen Bunting mit 1:3.
Im Februar 2023 nahm Gates zum ersten Mal an der World Seniors Darts Championship, also der Darts-Weltmeisterschaft für Personen über 50 Jahren, teil. Er setzte sich dabei in Runde 1 gegen Tony O’Shea mit 3:0 durch und besiegte im Achtelfinale Vorjahresfinalist Martin Adams mit dem gleichen Ergebnis. Im Viertelfinale gab Gates erstmals einen Satz ab, besiegte Darryl Fitton aber dennoch mit 3:1. Erst im Halbfinale musste er sich geschlagen geben. Gegen Richie Howson unterlag er mit 1:3.
Bei der WDF spielte Gates Anfang März das Missouri St. Patrick’s Open und gewann es mit 6:4 gegen Dustin Holt. Ende März qualifizierte er sich außerdem über den Golden Ticket Qualifier für das Champion of Champions, ein neues Turnier der World Seniors Darts Tour. Er setzte sich dabei im Viertelfinale gegen Phil Taylor mit 10:8 durch und besiege im Halbfinale Martin Adams mit 13:11. Im Finale traf er dann erneut auf Richie Howson. Dieses Mal behielt Gates mit 13:10 die Oberhand und errang somit seinen ersten Majortitel auf der Seniors Tour.
Daraufhin durfte Gates auch beim World Seniors Darts Masters 2023 an den Start gehen. Hier besiegte er Ende Juni nacheinander Mark Dudbridge, Chris Mason, den Senioren-Weltmeister Robert Thornton und schließlich im Finale erneut Richie Howson mit 2:6 um auch diesen Titel einzufahren.
Anfang September ging Gates ebenfalls beim World Seniors Darts Matchplay an den Start. Er gewann dabei gegen Colin McGarry und David Cameron in der Verlängerung, bevor er sich im Halbfinale gegen Paul Hogan durchsetzte. Im Finale traf er schließlich auf den Schotten Jim McEwan, den er ebenfalls mit 9:6 schlagen konnte und somit den dritten Seniors-Majortitel in Folge einfuhr.
Mitte September gewann Gates das Finale der Witch City Open. Er setzte sich dafür gegen Kevin Luke durch. Einen Monat später gewann er den Hedgehog Hellraiser mit 5:0 gegen Eric Gregory. Das Finale der Seacoast Open verlor Gates mit 2:5 gegen Alex Spellman.
Bei seiner zweiten WDF-Weltmeisterschaft im Lakeside startete Gates erstmals in Runde eins. Er setzte sich dabei deutlich gegen den Neuseeländer Brian Corbett mit 2:0 durch. In der zweiten Runde traf er auf den Engländer John Scott, der für einen gesetzten Spieler nachgerückt war und deshalb erst in dieser Runde einstieg. Gates gewann erneut ohne Satzverlust mit 3:0. Dafür konnte er dann im Achtelfinale gegen Landsmann Danny Lauby keinen Satz für sich entscheiden.
Mitte März gewann Gates das Missouri St. Patrick’s Open im Finale mit 6:2 gegen Kevin Luke. Anfang April kam ein Turniererfolg beim White Mountain Shootout hinzu. Mit 5:0 besiegte er hier Aaron Jalbert. Ebenfalls gewann Gates das Music City Classic Ende Juli mit 5:0 im Finale gegen den Kanadier Brandon Goddard. Bei den Washington Area Open am 1. September gewann Gates das Finale mit 5:1 gegen Robbie Phillips. Zwei Wochen später entschied er ebenfalls das Witch City Open für sich, indem er mit 5:0 Darin Young besiegte. Im November schied Gates beim Seacoast Open im Halbfinale gegen den späteren Sieger Alex Spellman aus.
Bei der PDC World Darts Championship 2025 traf Gates im ersten Spiel auf Cameron Menzies und siegte mit 3:1. Seine Zweitrundenpartie gegen Nathan Aspinall konnte er jedoch nicht gewinnen. Bei der World Seniors Darts Championship 2025 war Gates an Position vier gesetzt und siegte in seinem ersten Spiel mit 3:1 gegen Mike Huntley. Im Viertelfinale war jedoch gegen Graham Usher Schluss. Ende März erreichte Gates beim Virginia Beach Classic das Halbfinale, wo er mit 1:4 David Fatum unterlag. Dafür gewann er Ende April die Tricoda Open. Mit 5:2 schlug er im Finale Alex Spellman.
Beim Turnierwochenende in Toronto Ende Mai/Anfang Juni gelang Gates erstmals der Sieg bei einem Gold-Turnier der WDF. Bei den Toronto Area Open siegte Gates im Finale mit 6:5 gegen Jeff Smith und sicherte sich somit die direkte Qualifikation für die WDF World Darts Championship 2025. Mitte August spielte sich Gates ins Finale des DPFL Live Event in Orlando, unterlag aber knapp mit 6:7 gegen Stowe Buntz.

## Weltmeisterschaftsresultate

### PDC
- 2023: 2. Runde (1:3-Niederlage gegen  Stephen Bunting)
- 2025: 2. Runde (1:3-Niederlage gegen  Nathan Aspinall)

### WDF
- 2022: 2. Runde (0:3-Niederlage gegen  Steve Hine)
- 2023: Achtelfinale (0:3-Niederlage gegen  Danny Lauby)
- 2025: qualifiziert

### WSDT
- 2023: Halbfinale (1:3-Niederlage gegen  Richie Howson)
- 2024: 1. Runde (1:3-Niederlage gegen  Colin McGarry)
- 2025: Viertelfinale (2:3-Niederlage gegen  Graham Usher)

## Titel

### BDO/WDF (bis 2019)
- Weitere
  - 2012: Houston Open
  - 2013: Houston Open, Music City Classic, USA Darts Classic
  - 2014: Choo Choo Classic, Metroplex Open, USA Darts Classic, Witch City Open
  - 2015: Washington Area Open
  - 2016: Oregon Open, Port City Open, Washington Area Open
  - 2017: Charlotte Open, Colorado Open, Port City Open
  - 2018: Choo Choo Classic, Colorado Open, Syracuse Open, White Mountain Shootout
  - 2019: Camellia Classic, Charlotte Open

### WDF (ab 2020)
- Gold-Turniere 
  - Toronto Area Open: (1) 2025
- Silber-Turniere
  - Music City Classic: (2) 2013, 2024
  - Tricoda Open: (1) 2025
  - Virginia Beach Classic: (1) 2021
  - Washington Area Open: (3) 2015, 2016, 2024
  - Witch City Open: (3) 2014, 2023, 2024
- Bronze-Turniere
  - Camellia Classic: (3) 2019, 2020, 2022
  - Ground Hog Open: (2) 2023, 2024
  - Hedgehog Hellraiser: (1) 2023
  - Missouri St. Patrick's Day Open: (2) 2023, 2024
- nicht gerankt
  - Ground Hog Open: (2) 2023, 2024
  - Shoot for the Moon: (2) 2022, 2024
  - White Mountain Shootout: (2) 2018, 2024

### WSD
- Majors
  - Champion of Champions: (1) 2023
  - World Seniors Darts Masters: (1) 2023
  - World Seniors Darts Matchplay: (1) 2023